# Élections cantonales de 2011 en Dordogne
Les élections cantonales ont lieu les 20 et 27 mars 2011.

## Contexte départemental

### Assemblée départementale sortante
Avant les élections, le conseil général de la Dordogne est présidé par Bernard Cazeau (PS). Il comprend 50 conseillers généraux issus des 50 cantons de la Dordogne. 26 d'entre eux sont renouvelables lors de ces élections. Quatre conseillers sortants ne se représentent pas :
- Le Buisson-de-Cadouin, Françoise Wolters (DVG)
- Nontron, René Dutin (PCF)
- Salignac-Eyvigues, Serge Laval (UMP)
- Villefranche-du-Périgord, Vincent Deltreuil (UMP)

| Parti                             | Sigle | Élus |
| --------------------------------- | ----- | ---- |
| Majorité (39 sièges)              |       |      |
| Parti socialiste                  | PS    | 30   |
| Parti communiste français         | PCF   | 5    |
| Divers gauche                     | DVG   | 3    |
| Parti radical de gauche           | PRG   | 1    |
| Opposition (11 sièges)            |       |      |
| Union pour un mouvement populaire | UMP   | 7    |
| Divers droite                     | DVD   | 3    |
| Mouvement démocrate               | MoDem | 1    |
| Président du Conseil général      |       |      |
| Bernard Cazeau (PS)               |       |      |

### Candidatures
Pour ces élections, 120 candidats (dont seulement 21 femmes) se présentent, contre 140 sept ans auparavant sur les mêmes 26 cantons.

## Résultats à l'échelle du département

### Participation
Sources : Sud Ouest,
| ----------     | Premier tour | Premier tour | Second tour | Second tour |
| ----------     | Voix         | %            | Voix        | %           |
| -------------- | ------------ | ------------ | ----------- | ----------- |
| Inscrits       | 167 906      | 100,00       | 128 002     | 100,00      |
| Abstentions    | 74 769       | 44,06        | 56 176      | 43,89       |
| Votants        | 94 937       | 55,94        | 71 826      | 56,11       |
| Blancs et nuls | 3 273        | 3,45         | 4 936       | 6,87        |
| Exprimés       | 91 664       | 96,55        | 66 890      | 93,13       |

### Analyse
Au premier tour, plus de 44 % des électeurs se sont abstenus. Dès ce premier tour, 10 candidats sont réélus, 8 PS et 2 UMP.
Au second tour, le taux d'abstention est quasiment identique. 11 candidats sont réélus : 6 PS, 3 PCF, 1 PRG et 1 DVG ; seuls 5 nouveaux élus font leur apparition : 3 PS, 1 DVD et 1 DVG. 
Sur l'ensemble des deux tours, la gauche gagne un siège au détriment de la droite.

### Résultats en nombre de sièges
| Parti | Sièges mis en jeu | Élus | Évolution |
| ----- | ----------------- | ---- | --------- |
| PS    | 16                | 17   | + 1       |
| PCF   | 4                 | 3    | - 1       |
| UMP   | 3                 | 2    | - 1       |
| DVG   | 1                 | 2    | + 1       |
| PRG   | 1                 | 1    | =         |
| DVD   | 1                 | 1    | =         |

### Assemblée départementale à l'issue des élections
| Parti                             | Sigle | Élus |
| --------------------------------- | ----- | ---- |
| Majorité (40 sièges)              |       |      |
| Parti socialiste                  | PS    | 31   |
| Parti communiste français         | PCF   | 4    |
| Divers gauche                     | DVG   | 4    |
| Parti radical de gauche           | PRG   | 1    |
| Opposition (10 sièges)            |       |      |
| Union pour un mouvement populaire | UMP   | 6    |
| Divers droite                     | DVD   | 3    |
| Mouvement démocrate               | MoDem | 1    |
| Président du Conseil général      |       |      |
| Bernard Cazeau (PS)               |       |      |

## Résultats par canton

### Canton de Beaumont-du-Périgord
Source : Sud Ouest
| Candidats      | Candidats               | Étiquette      | Premier tour | Premier tour |
| Candidats      | Candidats               | Étiquette      | Voix         | %            |
| -------------- | ----------------------- | -------------- | ------------ | ------------ |
|                | Dominique Mortemousque* | UMP            | 1 170        | 62,23        |
|                | Jean-Luc Patrie         | PS             | 533          | 28,35        |
|                | Patricia Parra          | FG             | 177          | 9,42         |
|                |                         |                |              |              |
| Inscrits       | Inscrits                | Inscrits       | 2 768        | 100,00       |
| Abstentions    | Abstentions             | Abstentions    | 794          | 28,69        |
| Votants        | Votants                 | Votants        | 1 974        | 71,31        |
| Blancs et nuls | Blancs et nuls          | Blancs et nuls | 94           | 4,77         |
| Exprimés       | Exprimés                | Exprimés       | 1 880        | 95,23        |

*sortant

### Canton de Bergerac-1
Sources : Sud Ouest,
| Candidats      | Candidats                    | Étiquette      | Premier tour | Premier tour | Second tour | Second tour |
| Candidats      | Candidats                    | Étiquette      | Voix         | %            | Voix        | %           |
| -------------- | ---------------------------- | -------------- | ------------ | ------------ | ----------- | ----------- |
|                | Daniel Garrigue              | DVD            | 2 174        | 31,20        | 4 121       | 55,84       |
|                | Dominique Rousseau*          | PS             | 1 992        | 28,59        | 3 259       | 44,16       |
|                | Antoine Peyret-Lacombe       | FN             | 1 126        | 16,16        |             |             |
|                | Anne-Laure Chazeau           | UMP            | 538          | 7,72         |             |             |
|                | Brigitte Moulinier-Dartenset | EÉLV           | 538          | 7,72         |             |             |
|                | Jean-Michel Carré            | PCF            | 471          | 6,76         |             |             |
|                | Georges Bonningue            | NPA            | 128          | 1,85         |             |             |
|                |                              |                |              |              |             |             |
| Inscrits       | Inscrits                     | Inscrits       | 15 087       | 100,00       | 15 082      | 100,00      |
| Abstentions    | Abstentions                  | Abstentions    | 7 977        | 52,88        | 7 242       | 48,02       |
| Votants        | Votants                      | Votants        | 7 110        | 47,12        | 7 840       | 51,98       |
| Blancs et nuls | Blancs et nuls               | Blancs et nuls | 143          | 2,02         | 460         | 5,87        |
| Exprimés       | Exprimés                     | Exprimés       | 6 967        | 97,98        | 7 380       | 94,13       |

*sortant

### Canton de Bergerac-2
Sources : Sud Ouest,
| Candidats      | Candidats          | Étiquette      | Premier tour | Premier tour | Second tour | Second tour |
| Candidats      | Candidats          | Étiquette      | Voix         | %            | Voix        | %           |
| -------------- | ------------------ | -------------- | ------------ | ------------ | ----------- | ----------- |
|                | Jean Chagneau*     | PS             | 2 498        | 42,93        | 4 080       | 68,39       |
|                | René Verjus        | FN             | 1 228        | 21,10        | 1 886       | 31,61       |
|                | Jonathan Prioleaud | UMP            | 1 048        | 18,01        |             |             |
|                | Lionel Frel        | EÉLV           | 574          | 9,86         |             |             |
|                | Claude Guémain     | PCF            | 471          | 8,10         |             |             |
|                |                    |                |              |              |             |             |
| Inscrits       | Inscrits           | Inscrits       | 11 770       | 100,00       | 12 069      | 100,00      |
| Abstentions    | Abstentions        | Abstentions    | 5 455        | 46,35        | 5 560       | 46,07       |
| Votants        | Votants            | Votants        | 6 315        | 53,65        | 6 509       | 53,93       |
| Blancs et nuls | Blancs et nuls     | Blancs et nuls | 496          | 7,86         | 543         | 8,35        |
| Exprimés       | Exprimés           | Exprimés       | 5 819        | 92,14        | 5 966       | 91,65       |

*sortant

### Canton de Brantôme
Source : Sud Ouest
| Candidats      | Candidats         | Étiquette      | Premier tour | Premier tour |
| Candidats      | Candidats         | Étiquette      | Voix         | %            |
| -------------- | ----------------- | -------------- | ------------ | ------------ |
|                | Jean Ganyaire*    | PS             | 1 549        | 53,88        |
|                | Michel Rongiéras  | SE             | 729          | 25,36        |
|                | François Peyrouny | MoDem          | 392          | 13,63        |
|                | Frédéric Dousseau | PCF            | 205          | 7,13         |
|                |                   |                |              |              |
| Inscrits       | Inscrits          | Inscrits       | 5 800        | 100,00       |
| Abstentions    | Abstentions       | Abstentions    | 2 722        | 46,94        |
| Votants        | Votants           | Votants        | 3 078        | 53,06        |
| Blancs et nuls | Blancs et nuls    | Blancs et nuls | 203          | 6,60         |
| Exprimés       | Exprimés          | Exprimés       | 2 875        | 93,40        |

*sortant

### Canton du Bugue
Sources : Sud Ouest,
| Candidats      | Candidats          | Étiquette      | Premier tour | Premier tour | Second tour | Second tour |
| Candidats      | Candidats          | Étiquette      | Voix         | %            | Voix        | %           |
| -------------- | ------------------ | -------------- | ------------ | ------------ | ----------- | ----------- |
|                | Gérard Labrousse*  | PS             | 1 046        | 43,89        | 1 315       | 53,76       |
|                | Jean Montoriol     | DVD            | 879          | 36,89        | 1 131       | 46,24       |
|                | Ludovic de Froment | FN             | 243          | 10,20        |             |             |
|                | Marie-Luc Sarazin  | EÉLV           | 137          | 5,75         |             |             |
|                | Laurent Dousseau   | FG             | 78           | 3,27         |             |             |
|                |                    |                |              |              |             |             |
| Inscrits       | Inscrits           | Inscrits       | 3 723        | 100,00       | 3 722       | 100,00      |
| Abstentions    | Abstentions        | Abstentions    | 1 295        | 34,79        | 1 177       | 31,63       |
| Votants        | Votants            | Votants        | 2 428        | 65,21        | 2 545       | 68,37       |
| Blancs et nuls | Blancs et nuls     | Blancs et nuls | 45           | 1,86         | 99          | 3,89        |
| Exprimés       | Exprimés           | Exprimés       | 2 383        | 98,14        | 2 446       | 96,11       |

*sortant

### Canton du Buisson-de-Cadouin
Sources : Sud Ouest,
| Candidats      | Candidats            | Étiquette      | Premier tour | Premier tour | Second tour | Second tour |
| Candidats      | Candidats            | Étiquette      | Voix         | %            | Voix        | %           |
| -------------- | -------------------- | -------------- | ------------ | ------------ | ----------- | ----------- |
|                | Johannès Huard       | PS             | 676          | 36,17        | 1 003       | 58,18       |
|                | Jean-Marc Gouin      | SE             | 416          | 22,26        | 721         | 41,82       |
|                | Bruno Garrigue       | SE             | 376          | 20,12        |             |             |
|                | Jean-Michel Carrière | FG             | 227          | 12,15        |             |             |
|                | Martin Slaghuis      | EÉLV           | 174          | 9,30         |             |             |
|                |                      |                |              |              |             |             |
| Inscrits       | Inscrits             | Inscrits       | 2 999        | 100,00       | 2 999       | 100,00      |
| Abstentions    | Abstentions          | Abstentions    | 1 064        | 35,48        | 1 125       | 37,52       |
| Votants        | Votants              | Votants        | 1 935        | 64,52        | 1 874       | 62,48       |
| Blancs et nuls | Blancs et nuls       | Blancs et nuls | 66           | 3,42         | 150         | 8,01        |
| Exprimés       | Exprimés             | Exprimés       | 1 869        | 96,58        | 1 724       | 91,99       |

### Canton de Bussière-Badil
Source : Sud Ouest
| Candidats      | Candidats       | Étiquette      | Premier tour | Premier tour |
| Candidats      | Candidats       | Étiquette      | Voix         | %            |
| -------------- | --------------- | -------------- | ------------ | ------------ |
|                | Didier Vignal*  | PS             | 915          | 53,51        |
|                | Roland Maquaire | FG             | 309          | 18,07        |
|                | Patrice Favard  | UMP            | 283          | 16,55        |
|                | Michel Évrard   | EÉLV           | 203          | 11,87        |
|                |                 |                |              |              |
| Inscrits       | Inscrits        | Inscrits       | 2 884        | 100,00       |
| Abstentions    | Abstentions     | Abstentions    | 1 081        | 37,49        |
| Votants        | Votants         | Votants        | 1 803        | 62,51        |
| Blancs et nuls | Blancs et nuls  | Blancs et nuls | 93           | 5,16         |
| Exprimés       | Exprimés        | Exprimés       | 1 710        | 94,84        |

*sortant

### Canton de Hautefort
Sources : Sud Ouest,
| Candidats      | Candidats             | Étiquette      | Premier tour | Premier tour | Second tour | Second tour |
| Candidats      | Candidats             | Étiquette      | Voix         | %            | Voix        | %           |
| -------------- | --------------------- | -------------- | ------------ | ------------ | ----------- | ----------- |
|                | Yves Moreau*          | PRG            | 1 118        | 45,37        | 1 394       | 51,86       |
|                | Jean-Marie Queyroi    | PS             | 1 076        | 43,67        | 1 294       | 48,14       |
|                | Catherine Broëz-Danoy | EÉLV           | 91           | 3,69         |             |             |
|                | Julien Cramarégeas    | UMP            | 82           | 3,33         |             |             |
|                | Danielle Bourdin      | DVD            | 52           | 2,11         |             |             |
|                | Jean-Claude Bost      | FG             | 45           | 1,83         |             |             |
|                |                       |                |              |              |             |             |
| Inscrits       | Inscrits              | Inscrits       | 3 295        | 100,00       | 3 294       | 100,00      |
| Abstentions    | Abstentions           | Abstentions    | 754          | 22,89        | 512         | 15,55       |
| Votants        | Votants               | Votants        | 2 541        | 77,11        | 2 782       | 84,45       |
| Blancs et nuls | Blancs et nuls        | Blancs et nuls | 77           | 3,04         | 94          | 3,38        |
| Exprimés       | Exprimés              | Exprimés       | 2 464        | 96,96        | 2 688       | 96,62       |

*sortant

### Canton de Jumilhac-le-Grand
Source : Sud Ouest
| Candidats      | Candidats       | Étiquette      | Premier tour | Premier tour |
| Candidats      | Candidats       | Étiquette      | Voix         | %            |
| -------------- | --------------- | -------------- | ------------ | ------------ |
|                | Michel Karp*    | PS             | 1 135        | 51,47        |
|                | Daniel Langevin | PCF            | 575          | 26,08        |
|                | Benoit Bost     | DVD            | 495          | 22,45        |
|                |                 |                |              |              |
| Inscrits       | Inscrits        | Inscrits       | 3 815        | 100,00       |
| Abstentions    | Abstentions     | Abstentions    | 1 492        | 39,11        |
| Votants        | Votants         | Votants        | 2 323        | 60,89        |
| Blancs et nuls | Blancs et nuls  | Blancs et nuls | 118          | 5,08         |
| Exprimés       | Exprimés        | Exprimés       | 2 205        | 94,92        |

*sortant

### Canton de la Force
Sources : Sud Ouest,
| Candidats      | Candidats             | Étiquette      | Premier tour | Premier tour | Second tour | Second tour |
| Candidats      | Candidats             | Étiquette      | Voix         | %            | Voix        | %           |
| -------------- | --------------------- | -------------- | ------------ | ------------ | ----------- | ----------- |
|                | Armand Zaccaron*      | PCF            | 2 064        | 44,40        | 3 332       | 71,39       |
|                | Joseph Peyret-Lacombe | FN             | 851          | 18,31        | 1 335       | 28,61       |
|                | Régis Lajonie         | PS             | 826          | 17,77        |             |             |
|                | Edwige Darracq        | UMP            | 512          | 11,01        |             |             |
|                | Françoise Lepaintre   | EÉLV           | 342          | 7,36         |             |             |
|                | Pierre Guillonneau    | NPA            | 54           | 1,15         |             |             |
|                |                       |                |              |              |             |             |
| Inscrits       | Inscrits              | Inscrits       | 9 265        | 100,00       | 9 265       | 100,00      |
| Abstentions    | Abstentions           | Abstentions    | 4 483        | 48,39        | 4 240       | 45,77       |
| Votants        | Votants               | Votants        | 4 782        | 51,61        | 5 025       | 54,23       |
| Blancs et nuls | Blancs et nuls        | Blancs et nuls | 133          | 2,79         | 358         | 7,13        |
| Exprimés       | Exprimés              | Exprimés       | 4 649        | 97,21        | 4 667       | 92,87       |

*sortant

### Canton de Lalinde
Source : Sud Ouest
| Candidats      | Candidats               | Étiquette      | Premier tour | Premier tour |
| Candidats      | Candidats               | Étiquette      | Voix         | %            |
| -------------- | ----------------------- | -------------- | ------------ | ------------ |
|                | Serge Mérillou*         | PS             | 2 218        | 58,96        |
|                | Laurent Péréa           | FG             | 580          | 15,42        |
|                | Henry Peyret-Lacombe    | FN             | 511          | 13,58        |
|                | Véronique Dubeau-Valade | DVD            | 453          | 12,04        |
|                |                         |                |              |              |
| Inscrits       | Inscrits                | Inscrits       | 6 418        | 100,00       |
| Abstentions    | Abstentions             | Abstentions    | 2 567        | 40,00        |
| Votants        | Votants                 | Votants        | 3 851        | 60,00        |
| Blancs et nuls | Blancs et nuls          | Blancs et nuls | 89           | 2,32         |
| Exprimés       | Exprimés                | Exprimés       | 3 762        | 97,68        |

*sortant

### Canton de Lanouaille
Source : Sud Ouest
| Candidats      | Candidats                | Étiquette      | Premier tour | Premier tour |
| Candidats      | Candidats                | Étiquette      | Voix         | %            |
| -------------- | ------------------------ | -------------- | ------------ | ------------ |
|                | Jean-Michel Lamassiaude* | PS             | 1 437        | 53,30        |
|                | Baptiste Combeau         | UMP            | 467          | 17,32        |
|                | Claude Delplanque        | PCF            | 420          | 15,58        |
|                | André Boutet             | FN             | 372          | 13,80        |
|                |                          |                |              |              |
| Inscrits       | Inscrits                 | Inscrits       | 4 393        | 100,00       |
| Abstentions    | Abstentions              | Abstentions    | 1 544        | 35,15        |
| Votants        | Votants                  | Votants        | 2 849        | 64,85        |
| Blancs et nuls | Blancs et nuls           | Blancs et nuls | 153          | 5,38         |
| Exprimés       | Exprimés                 | Exprimés       | 2 696        | 94,62        |

*sortant

### Canton de Montagrier
Source : Sud Ouest
| Candidats      | Candidats            | Étiquette      | Premier tour | Premier tour |
| Candidats      | Candidats            | Étiquette      | Voix         | %            |
| -------------- | -------------------- | -------------- | ------------ | ------------ |
|                | Jeannik Nadal*       | PS             | 1 398        | 58,86        |
|                | Frédérique Gouillaud | UMP            | 634          | 26,69        |
|                | Norbert Lacoste      | FG             | 343          | 14,45        |
|                |                      |                |              |              |
| Inscrits       | Inscrits             | Inscrits       | 3 849        | 100,00       |
| Abstentions    | Abstentions          | Abstentions    | 1 354        | 35,18        |
| Votants        | Votants              | Votants        | 2 495        | 64,82        |
| Blancs et nuls | Blancs et nuls       | Blancs et nuls | 120          | 4,81         |
| Exprimés       | Exprimés             | Exprimés       | 2 375        | 95,19        |

*sortant

### Canton de Montignac
Sources : Sud Ouest,
| Candidats      | Candidats        | Étiquette      | Premier tour | Premier tour | Second tour | Second tour |
| Candidats      | Candidats        | Étiquette      | Voix         | %            | Voix        | %           |
| -------------- | ---------------- | -------------- | ------------ | ------------ | ----------- | ----------- |
|                | Laurent Mathieu  | UMP            | 1 578        | 37,33        | 1 923       | 44,43       |
|                | Jacques Cabanel* | PS             | 1 477        | 34,94        | 2 405       | 55,57       |
|                | Michel Chrétien  | EÉLV           | 605          | 14,31        |             |             |
|                | François Labatut | PCF            | 567          | 13,42        |             |             |
|                |                  |                |              |              |             |             |
| Inscrits       | Inscrits         | Inscrits       | 7 175        | 100,00       | 7 174       | 100,00      |
| Abstentions    | Abstentions      | Abstentions    | 2 805        | 39,10        | 2 607       | 36,34       |
| Votants        | Votants          | Votants        | 4 370        | 60,90        | 4 567       | 63,66       |
| Blancs et nuls | Blancs et nuls   | Blancs et nuls | 143          | 3,28         | 239         | 5,24        |
| Exprimés       | Exprimés         | Exprimés       | 4 227        | 96,72        | 4 328       | 94,76       |

*sortant

### Canton de Montpon-Ménestérol
Sources : Sud Ouest,
| Candidats      | Candidats           | Étiquette      | Premier tour | Premier tour | Second tour | Second tour |
| Candidats      | Candidats           | Étiquette      | Voix         | %            | Voix        | %           |
| -------------- | ------------------- | -------------- | ------------ | ------------ | ----------- | ----------- |
|                | Jean-Paul Lotterie* | PS             | 1 854        | 42,78        | 2 488       | 56,01       |
|                | Brigitte Cabirol    | DVD            | 1 286        | 29,67        | 1 954       | 43,99       |
|                | Charles Audinette   | FN             | 846          | 19,52        |             |             |
|                | Michel Simon        | FG             | 348          | 8,03         |             |             |
|                |                     |                |              |              |             |             |
| Inscrits       | Inscrits            | Inscrits       | 8 187        | 100,00       | 8 185       | 100,00      |
| Abstentions    | Abstentions         | Abstentions    | 3 646        | 44,54        | 3 427       | 41,87       |
| Votants        | Votants             | Votants        | 4 541        | 55,46        | 4 758       | 58,13       |
| Blancs et nuls | Blancs et nuls      | Blancs et nuls | 207          | 4,56         | 316         | 6,65        |
| Exprimés       | Exprimés            | Exprimés       | 4 334        | 95,44        | 4 442       | 93,35       |

*sortant

### Canton de Nontron
Sources : Sud Ouest,
| Candidats      | Candidats              | Étiquette      | Premier tour | Premier tour | Second tour | Second tour |
| Candidats      | Candidats              | Étiquette      | Voix         | %            | Voix        | %           |
| -------------- | ---------------------- | -------------- | ------------ | ------------ | ----------- | ----------- |
|                | Pascal Bourdeau        | PS             | 1 049        | 25,22        | 2 548       | 62,54       |
|                | Jean-Pierre Porte      | DVD            | 768          | 18,46        | 1 526       | 37,46       |
|                | Michel Combeau         | DVG            | 717          | 17,24        |             |             |
|                | Jean-Paul Salon        | PCF            | 475          | 11,42        |             |             |
|                | Dominique du Tanney    | FN             | 447          | 10,75        |             |             |
|                | Alain Lapeyronnie      | SE             | 379          | 9,11         |             |             |
|                | Marie-Hélène Debongnie | EÉLV           | 176          | 4,23         |             |             |
|                | Pierre Treins          | DVG            | 149          | 3,57         |             |             |
|                |                        |                |              |              |             |             |
| Inscrits       | Inscrits               | Inscrits       | 6 847        | 100,00       | 6 847       | 100,00      |
| Abstentions    | Abstentions            | Abstentions    | 2 524        | 36,87        | 2 409       | 35,19       |
| Votants        | Votants                | Votants        | 4 323        | 63,13        | 4 438       | 64,81       |
| Blancs et nuls | Blancs et nuls         | Blancs et nuls | 163          | 3,78         | 364         | 8,21        |
| Exprimés       | Exprimés               | Exprimés       | 4 160        | 96,22        | 4 074       | 91,79       |

### Canton de Périgueux-Nord-Est
Sources : Sud Ouest,
| Candidats      | Candidats          | Étiquette      | Premier tour | Premier tour | Second tour | Second tour |
| Candidats      | Candidats          | Étiquette      | Voix         | %            | Voix        | %           |
| -------------- | ------------------ | -------------- | ------------ | ------------ | ----------- | ----------- |
|                | Francis Colbac*    | PCF            | 2 323        | 42,10        | 3 747       | 69,44       |
|                | Jean-Jacques Trapy | DVD            | 1 061        | 19,23        | 1 649       | 30,56       |
|                | Marie Moulènes     | PS             | 932          | 16,89        |             |             |
|                | Fabrice Mathivet   | EÉLV           | 774          | 14,03        |             |             |
|                | Benoist Guillet    | MoDem          | 428          | 7,75         |             |             |
|                |                    |                |              |              |             |             |
| Inscrits       | Inscrits           | Inscrits       | 12 282       | 100,00       | 12 283      | 100,00      |
| Abstentions    | Abstentions        | Abstentions    | 6 521        | 53,10        | 6 475       | 52,72       |
| Votants        | Votants            | Votants        | 5 761        | 46,90        | 5 808       | 47,28       |
| Blancs et nuls | Blancs et nuls     | Blancs et nuls | 243          | 4,22         | 412         | 7,10        |
| Exprimés       | Exprimés           | Exprimés       | 5 518        | 95,78        | 5 396       | 92,90       |

*sortant

### Canton de Périgueux-Ouest
Sources : Sud Ouest,
| Candidats      | Candidats               | Étiquette      | Premier tour | Premier tour | Second tour | Second tour |
| Candidats      | Candidats               | Étiquette      | Voix         | %            | Voix        | %           |
| -------------- | ----------------------- | -------------- | ------------ | ------------ | ----------- | ----------- |
|                | Mireille Bordes*        | PS             | 2 173        | 32,58        | 3 276       | 56,20       |
|                | Jean-Marie Rigaud       | EÉLV           | 1 351        | 20,25        | 2 553       | 43,80       |
|                | Patrick Capot           | PCF            | 1 168        | 17,51        |             |             |
|                | Jean-Yves Cartier       | FN             | 1 025        | 15,37        |             |             |
|                | Marie-Christine Sanjuan | DVD            | 953          | 14,29        |             |             |
|                |                         |                |              |              |             |             |
| Inscrits       | Inscrits                | Inscrits       | 15 034       | 100,00       | 15 035      | 100,00      |
| Abstentions    | Abstentions             | Abstentions    | 8 146        | 54,18        | 8 425       | 56,04       |
| Votants        | Votants                 | Votants        | 6 888        | 45,82        | 6 610       | 43,96       |
| Blancs et nuls | Blancs et nuls          | Blancs et nuls | 218          | 3,17         | 781         | 11,82       |
| Exprimés       | Exprimés                | Exprimés       | 6 670        | 96,83        | 5 829       | 88,18       |

*sortant

### Canton de Salignac-Eyvigues
Sources : Sud Ouest,
| Candidats      | Candidats                  | Étiquette      | Premier tour | Premier tour | Second tour | Second tour |
| Candidats      | Candidats                  | Étiquette      | Voix         | %            | Voix        | %           |
| -------------- | -------------------------- | -------------- | ------------ | ------------ | ----------- | ----------- |
|                | Michel Lajugie             | DVG            | 1 059        | 47,90        | 1 314       | 53,55       |
|                | Jean-Pierre Dubois         | DVD            | 942          | 42,61        | 1 140       | 46,45       |
|                | Stéphane Laurent-Secrestat | MoDem          | 118          | 5,34         |             |             |
|                | Djamel Belgacem            | EÉLV           | 92           | 4,15         |             |             |
|                |                            |                |              |              |             |             |
| Inscrits       | Inscrits                   | Inscrits       | 3 140        | 100,00       | 3 138       | 100,00      |
| Abstentions    | Abstentions                | Abstentions    | 865          | 27,55        | 615         | 19,60       |
| Votants        | Votants                    | Votants        | 2 275        | 72,45        | 2 523       | 80,40       |
| Blancs et nuls | Blancs et nuls             | Blancs et nuls | 64           | 2,82         | 69          | 2,74        |
| Exprimés       | Exprimés                   | Exprimés       | 2 211        | 97,18        | 2 454       | 97,26       |

### Canton de Sarlat-la-Canéda
Sources : Sud Ouest,
| Candidats      | Candidats        | Étiquette      | Premier tour | Premier tour | Second tour | Second tour |
| Candidats      | Candidats        | Étiquette      | Voix         | %            | Voix        | %           |
| -------------- | ---------------- | -------------- | ------------ | ------------ | ----------- | ----------- |
|                | Jean-Fred Droin* | PS             | 2 480        | 39,37        | 3 745       | 58,05       |
|                | Jérôme Peyrat    | DVD            | 2 027        | 32,17        | 2 706       | 41,95       |
|                | Emmanuelle Pujol | FN             | 700          | 11,11        |             |             |
|                | Martine Subil    | EÉLV           | 599          | 9,51         |             |             |
|                | Alain Descaves   | FG             | 494          | 7,84         |             |             |
|                |                  |                |              |              |             |             |
| Inscrits       | Inscrits         | Inscrits       | 12 491       | 100,00       | 12 490      | 100,00      |
| Abstentions    | Abstentions      | Abstentions    | 6 022        | 48,22        | 5 626       | 45,05       |
| Votants        | Votants          | Votants        | 6 469        | 51,78        | 6 864       | 54,95       |
| Blancs et nuls | Blancs et nuls   | Blancs et nuls | 169          | 2,62         | 413         | 6,02        |
| Exprimés       | Exprimés         | Exprimés       | 6 300        | 97,38        | 6 451       | 93,98       |

*sortant

### Canton de Savignac-les-Églises
Sources : Sud Ouest,
| Candidats      | Candidats            | Étiquette      | Premier tour | Premier tour | Second tour | Second tour |
| Candidats      | Candidats            | Étiquette      | Voix         | %            | Voix        | %           |
| -------------- | -------------------- | -------------- | ------------ | ------------ | ----------- | ----------- |
|                | Jean-Claude Pinault* | PCF            | 1 623        | 38,10        | 2 741       | 66,55       |
|                | Jean-Jacques Ratier  | DVD            | 1 057        | 24,81        | 1 378       | 33,45       |
|                | Alain Buffière       | PS             | 842          | 19,77        |             |             |
|                | Jean-Pierre Ravidat  | SE             | 461          | 10,82        |             |             |
|                | Francis Cortez       | EÉLV           | 277          | 6,50         |             |             |
|                |                      |                |              |              |             |             |
| Inscrits       | Inscrits             | Inscrits       | 7 257        | 100,00       | 7 262       | 100,00      |
| Abstentions    | Abstentions          | Abstentions    | 2 836        | 39,08        | 2 896       | 39,88       |
| Votants        | Votants              | Votants        | 4 421        | 60,92        | 4 366       | 60,12       |
| Blancs et nuls | Blancs et nuls       | Blancs et nuls | 161          | 3,65         | 247         | 5,66        |
| Exprimés       | Exprimés             | Exprimés       | 4 260        | 96,35        | 4 119       | 94,34       |

*sortant

### Canton de Sigoulès
Sources : Sud Ouest,
| Candidats      | Candidats         | Étiquette      | Premier tour | Premier tour | Second tour | Second tour |
| Candidats      | Candidats         | Étiquette      | Voix         | %            | Voix        | %           |
| -------------- | ----------------- | -------------- | ------------ | ------------ | ----------- | ----------- |
|                | Michel Bourgeois* | DVG            | 1 709        | 47,63        | 2 498       | 71,29       |
|                | Guillaume Delbos  | FN             | 660          | 18,39        | 1 006       | 28,71       |
|                | Josie Bayle       | DVD            | 632          | 17,61        |             |             |
|                | Thierry Beaudry   | EÉLV           | 443          | 12,35        |             |             |
|                | Maurice Pierron   | FG             | 144          | 4,02         |             |             |
|                |                   |                |              |              |             |             |
| Inscrits       | Inscrits          | Inscrits       | 7 173        | 100,00       | 7 179       | 100,00      |
| Abstentions    | Abstentions       | Abstentions    | 3 469        | 48,37        | 3 372       | 46,97       |
| Votants        | Votants           | Votants        | 3 704        | 51,63        | 3 807       | 53,03       |
| Blancs et nuls | Blancs et nuls    | Blancs et nuls | 116          | 3,14         | 303         | 7,96        |
| Exprimés       | Exprimés          | Exprimés       | 3 588        | 96,86        | 3 504       | 92,04       |

*sortant

### Canton de Vergt
Source : Sud Ouest
| Candidats      | Candidats                | Étiquette      | Premier tour | Premier tour |
| Candidats      | Candidats                | Étiquette      | Voix         | %            |
| -------------- | ------------------------ | -------------- | ------------ | ------------ |
|                | Jean-Pierre Saint-Amand* | PS             | 1 618        | 59,99        |
|                | Pierre Jaubertie         | FG             | 459          | 17,02        |
|                | Roland Collinet          | DVD            | 406          | 15,05        |
|                | Pierre Mazars            | EÉLV           | 214          | 7,94         |
|                |                          |                |              |              |
| Inscrits       | Inscrits                 | Inscrits       | 4 672        | 100,00       |
| Abstentions    | Abstentions              | Abstentions    | 1 877        | 40,18        |
| Votants        | Votants                  | Votants        | 2 795        | 59,82        |
| Blancs et nuls | Blancs et nuls           | Blancs et nuls | 98           | 3,51         |
| Exprimés       | Exprimés                 | Exprimés       | 2 697        | 96,49        |

*sortant

### Canton de Verteillac
Source : Sud Ouest
| Candidats      | Candidats         | Étiquette      | Premier tour | Premier tour |
| Candidats      | Candidats         | Étiquette      | Voix         | %            |
| -------------- | ----------------- | -------------- | ------------ | ------------ |
|                | Didier Bazinet*   | PS             | 1 420        | 60,89        |
|                | Corinne Ducoup    | DVD            | 743          | 31,86        |
|                | Gérard Forillière | FG             | 169          | 7,25         |
|                |                   |                |              |              |
| Inscrits       | Inscrits          | Inscrits       | 3 489        | 100,00       |
| Abstentions    | Abstentions       | Abstentions    | 1 084        | 31,07        |
| Votants        | Votants           | Votants        | 2 405        | 68,93        |
| Blancs et nuls | Blancs et nuls    | Blancs et nuls | 73           | 3,04         |
| Exprimés       | Exprimés          | Exprimés       | 2 332        | 96,96        |

*sortant

### Canton de Villefranche-de-Lonchat
Source : Sud Ouest
| Candidats      | Candidats       | Étiquette      | Premier tour | Premier tour |
| Candidats      | Candidats       | Étiquette      | Voix         | %            |
| -------------- | --------------- | -------------- | ------------ | ------------ |
|                | Thierry Boidé*  | UMP            | 1 275        | 52,71        |
|                | Gilles Taverson | DVG            | 797          | 32,95        |
|                | Marc Cholet     | FN             | 154          | 6,36         |
|                | Laure Zudas     | PG             | 193          | 7,98         |
|                |                 |                |              |              |
| Inscrits       | Inscrits        | Inscrits       | 3 681        | 100,00       |
| Abstentions    | Abstentions     | Abstentions    | 1 219        | 33,12        |
| Votants        | Votants         | Votants        | 2 462        | 66,88        |
| Blancs et nuls | Blancs et nuls  | Blancs et nuls | 43           | 1,75         |
| Exprimés       | Exprimés        | Exprimés       | 2 419        | 98,25        |

*sortant

### Canton de Villefranche-du-Périgord
Sources : Sud Ouest,
| Candidats      | Candidats          | Étiquette      | Premier tour | Premier tour | Second tour | Second tour |
| Candidats      | Candidats          | Étiquette      | Voix         | %            | Voix        | %           |
| -------------- | ------------------ | -------------- | ------------ | ------------ | ----------- | ----------- |
|                | François Fournier  | PS             | 476          | 36,79        | 726         | 55,17       |
|                | Philippe Castagné  | SE             | 439          | 33,93        | 590         | 44,83       |
|                | Daniel Maury       | DVG            | 298          | 23,03        |             |             |
|                | Christophe Vigerie | EÉLV           | 43           | 3,32         |             |             |
|                | Pierre Fabre       | FG             | 38           | 2,93         |             |             |
|                |                    |                |              |              |             |             |
| Inscrits       | Inscrits           | Inscrits       | 1 898        | 100,00       | 1 877       | 100,00      |
| Abstentions    | Abstentions        | Abstentions    | 556          | 29,30        | 490         | 26,11       |
| Votants        | Votants            | Votants        | 1 342        | 70,70        | 1 387       | 73,89       |
| Blancs et nuls | Blancs et nuls     | Blancs et nuls | 48           | 3,58         | 71          | 5,12        |
| Exprimés       | Exprimés           | Exprimés       | 1 294        | 96,42        | 1 316       | 94,88       |